# Велько, Андрей Витальевич
Андре́й Вита́льевич Велько́ (20 февраля 1974, Jangy-Jer, Chuy, Сокулукский район — 3 сентября 2004, Беслан, Северная Осетия) — российский офицер, майор, сотрудник Управления «В» («Вымпел») Центра специального назначения ФСБ Российской Федерации, активный участник специальной операции по освобождению заложников в Беслане, погиб при исполнении служебных обязанностей.

## Биография
Андрей Витальевич Велько родился 20 февраля 1974 года в селе Джаны-Джер Сокулукского района Киргизской ССР в рабочей семье. В 1990 году он окончил Джаны-Джерскую среднюю школу, после чего год спустя уехал в Россию и поступил в Рязанское высшее воздушно-десантное училище. Окончив училище, служил в частях 76-й гвардейской десантно-штурмовой дивизии командиром разведывательного взвода.
Когда в сентябре 1998 года было воссоздано спецподразделение «Вымпел», Велько перешёл на службу в него. Неоднократно направлялся в спецкомандировки в Чеченскую Республику в период Второй чеченской войны, был удостоен трёх государственных наград — двух медалей «За отвагу» и медали Суворова.

### Последний бой в Беслане
После захвата чеченскими сепаратистами заложников в школе № 1 города Беслана Велько был направлен для участия в специальной операции по их освобождению. На месте он был включён в состав передового отряда, задачей которого было проведение штурма столовой, где террористы удерживали около 250 заложников. 3 сентября 2004 года Велько первым в своей группе ворвался внутрь и вступил в бой. Благодаря ему отряд сумел прорваться внутрь и начать эвакуацию заложников. В ожесточённой схватке с террористами, ведущими огонь из боковых проёмов по заложникам и бойцам спецназа, Велько уничтожил одного боевика, но при этом сам получил смертельное ранение. Похоронен на аллее Героев Николо-Архангельского кладбища города Москвы. Посмертно Андрей Витальевич Велько был удостоен ордена «За заслуги перед Отечеством» 4-й степени с мечами.

## Память

Могила Велько на Николо-Архангельском кладбище Москвы.

В память о Велько на его родине регулярно проводятся памятные мероприятия с участием представителей сил специального назначения, ветеранских организаций России, Кыргызстана, Молдовы, Казахстана.
В 2016 году на здании Джаны-Джерской средней школы была установлена мемориальная доска. В 2019 году инициативная группа выступила с предложением присвоить этой школе имя Андрея Велько, однако руководство школы и органы местного самоуправления выступили против этого, мотивировав своё решение тем, что он, хотя и был уроженцем Кыргызстана, не был её гражданином и служил в вооружённых силах другого государства. Имя Велько носят действующий при школе Центр детского творчества и разбитый рядом небольшой сквер, а также действующий в селе детский футбольный клуб. В школе регулярно проводятся Уроки мужества, действует музей, где представлены личные вещи, публикации, фотографии Андрея Велько.
В школе Беслана, продолжившей работу вместо разрушенной школы номер 1, имя Андрея Велько присваивается отличившимся в учёбе классам.